# Lorraine-Dietrich

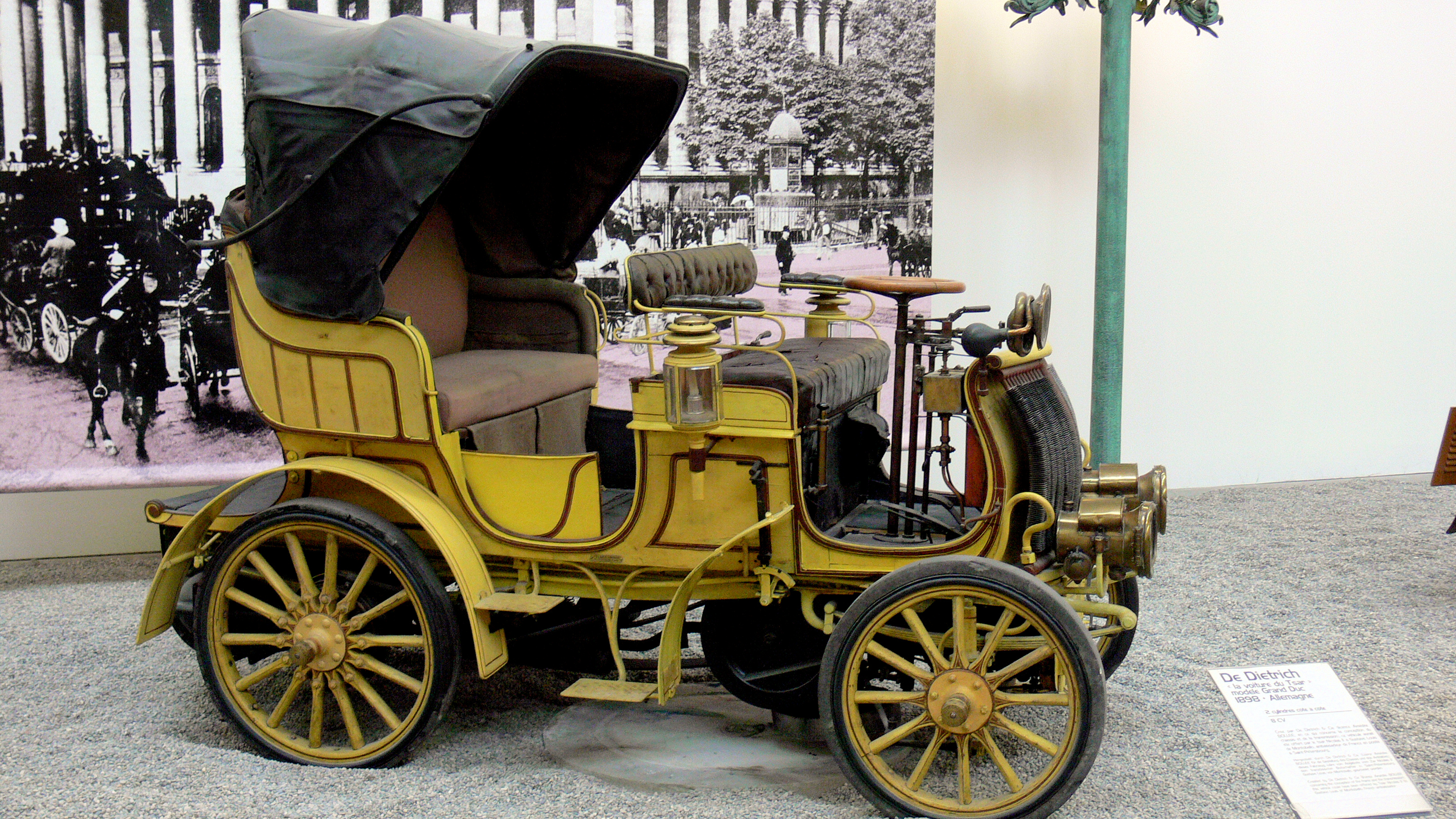
De Dietrich 1898.

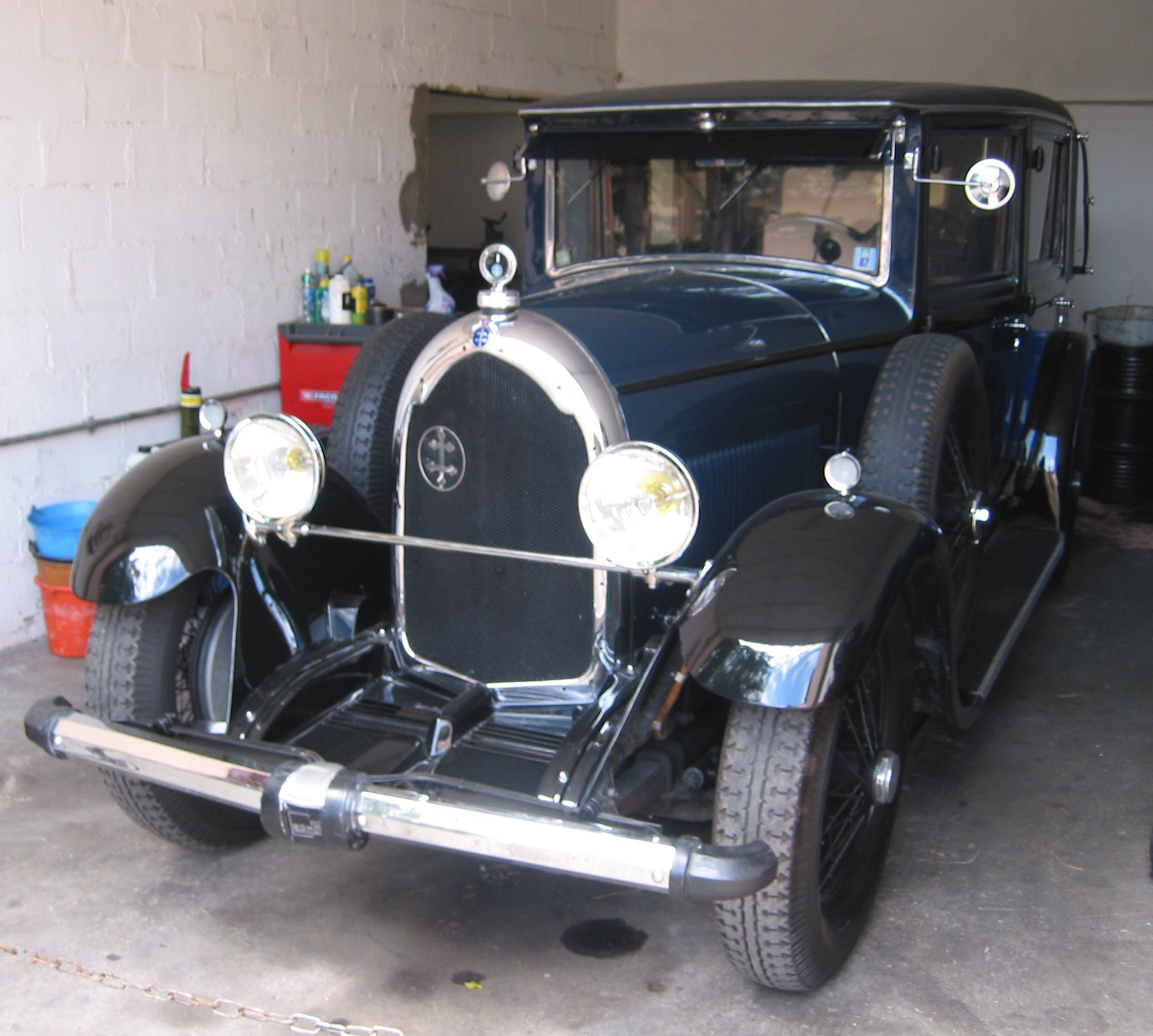
Lorraine 1930.

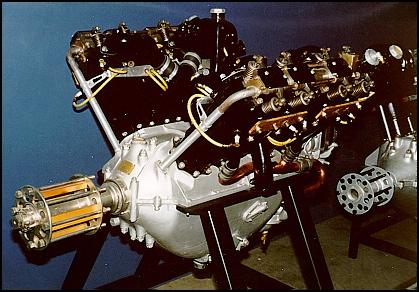
Lorraine-Dietrich 8Be flygmotor.

De Dietrich, senare Lorraine-Dietrich och slutligen Lorraine var ett franskt bilmärke som tillverkades i Alsace-Lorraine mellan 1897 och 1934.

## Historia
Efter det fransk-tyska kriget 1871 hade loktillverkaren De Dietrich et Cie:s produktionsanläggningar hamnat i både Tyskland och Frankrike. 1897 tog man upp biltillverkning under namnet De Dietrich i både tyska Niederbronn i Elsass och franska Lunéville i Lorraine. Det handlade om licenstillverkning av Amedée Bollé-bilar. 1902 kom Ettore Bugatti till anläggningen i Elsass, där han konstruerade flera nya modeller.
1904 upphörde biltillverkningen i Niederbronn och verksamheten koncentrerades till Lunéville. Från 1905 kallades bilarna Lorraine-Dietrich. Från 1908 infördes kardandrift och enblocksmotorer successivt i modellprogrammet. Under första världskriget startade Lorraine-Dietrich tillverkning av flygmotorer.
Under 1920-talet var huvudmodellerna den fyrcylindriga 12CV och den sexcylindriga 15CV. Den senare fick fyrhjulsbromsar redan 1924. 15CV-modellen väckte uppmärksamhet genom att vinna Le Mans 24-timmars två år i rad, 1925 och 1926. Från 1928 kallades bilarna enbart Lorraine.
1932 försökte Lorraine följa upp succén med den större 20CV. Bilen blev ett försäljningsmässigt misslyckande och företaget lade ned biltillverkningen för att koncentrera sig på flygmotorer och militära terrängfordon.